# Alf Landon
Alfred Mossman "Alf" Landon, född 9 september 1887 i West Middlesex i Mercer County, Pennsylvania, död 12 oktober 1987 i Topeka, Kansas, var en amerikansk republikansk politiker som var Kansas guvernör från 1933 till 1937. Han är för eftervärlden framför allt känd som republikanernas presidentkandidat 1936, men besegrades väldigt stort av Franklin D. Roosevelt.